# ويليام بيدل شيبرد
ويليام بيدل شيبرد هو محامي وسياسي أمريكي، ولد في 14 مايو 1799 في نيوبيرن في الولايات المتحدة، وتوفي في 20 يونيو 1852. انتخب عضو مجلس ولاية كارولاينا الشمالية ‏ وانتخب عضو مجلس النواب الأمريكي.